# YAML
YAML, acronyme de Yet Another Markup Language dans sa version 1.0, devenu l'acronyme récursif de YAML Ain't Markup Language (« YAML n’est pas un langage de balisage ») dans sa version 1.1, est un format de représentation de données par sérialisation Unicode. Il reprend des concepts d'autres langages comme XML, ou encore du format de message électronique tel que documenté par RFC 2822. YAML a été proposé par Clark Evans en 2001, et implémenté par ses soins ainsi que par Brian Ingerson et Oren Ben-Kiki.
Son objectif est de représenter des informations plus élaborées que le simple CSV en gardant cependant une lisibilité presque comparable.
En 2015, Symfony 2, Drupal 8 et phpMyAdmin, entre autres, l'utilisent pour leurs formats d'entrée et de sortie.

## Caractéristiques
L'idée de YAML est que presque toute donnée peut être représentée par combinaison de listes, tableaux associatifs et données scalaires. YAML décrit ces formes de données (les représentations YAML), ainsi qu'une syntaxe pour présenter ces données sous la forme d'un flux de caractères (le flux YAML).
Une application informatique passe du flux YAML à la représentation YAML par l'opération de chargement (anglais load). Elle passe de la représentation au flux par l'opération de déchargement (anglais dump).
La syntaxe du flux YAML est relativement simple, efficace, moins verbeuse que du XML, moins compacte cependant que du CSV. Elle a été établie pour être le plus lisible possible par des humains, tout en pouvant être mise en correspondance facilement avec les types de données précités, communs dans les langages de haut niveau. À ces langages il emprunte certaines notations :
- les commentaires sont signalés par le signe croisillon (#) et se prolongent sur toute la ligne. Si par contre le croisillon apparaît dans une chaine, il signifie alors un nombre littéral ;
- une valeur nulle s'écrit avec le caractère tilde (~) ;
- il est possible d'inclure une syntaxe JSON dans une syntaxe YAML ;
- les éléments de listes sont dénotés par le tiret (-), suivi d'un espace, à raison d'un élément par ligne ;
- les tableaux sont de la forme clé: valeur, à raison d'un couple par ligne ;
- les scalaires peuvent être entourés de guillemets doubles ("), ou simples ('), sachant qu'un guillemet s'échappe avec un antislash (\), alors qu'une apostrophe s'échappe avec une autre apostrophe[4]. Ils peuvent de plus être représentés par un bloc indenté avec des modificateurs facultatifs pour conserver (|) ou éliminer (>) les retours à la ligne ;
- plusieurs documents rassemblés dans un seul fichier sont séparés par trois traits d'union (---) ; trois points (...) optionnels marquent la fin d'un document dans un fichier ;
- les nœuds répétés sont initialement signalés par une esperluette (&) puis sont référencés avec un astérisque (*) ; JSON, un langage concurrent de YAML, est compatible avec la syntaxe de JavaScript mais ne supporte pas cette notion de référence ;
- l'indentation, par des espaces, manifeste une arborescence.

Il est aussi possible de préciser le type (anglais tag) d'une donnée. Cependant, cette précision n'opère aucune contrainte, et fonctionne plutôt comme un marquage, ou une modélisation.
Un fichier YAML est analysable en une seule passe de lecture.
La syntaxe YAML se distingue de JSON par le fait qu'il se veut plus facilement lisible par une personne. Il se distingue du XML par le fait qu'il s'intéresse d'abord à la sérialisation de données, et moins à la documentation.
phpMyAdmin permet l'export des bases MySQL en YAML, entre autres formats.

## Exemple
La hiérarchie de la structure de données est assurée par une indentation homogène, ici quatre espaces par niveau.
```
---

receipt
:
     
Oz-Ware Purchase Invoice

date
:
        
2012-08-06

customer
:

    
given
:
   
Dorothy

    
family
:
  
Gale

items
:

    
-
 
part_no
:
   
A4786

      
descrip
:
   
Water Bucket (Filled)

      
price
:
     
1.47

      
quantity
:
  
4

    
-
 
part_no
:
   
E1628

      
descrip
:
   
High Heeled "Ruby" Slippers

      
size
:
      
8

      
price
:
     
100.27

      
quantity
:
  
1

bill-to
:
  
&id001

    
street
:
 
|

            
123 Tornado Alley

            
Suite 16

    
city
:
   
East Centerville

    
state
:
  
KS

ship-to
:
  
*id001

specialDelivery
:
  
>

    
Follow the Yellow Brick

    
Road to the Emerald City.

    
Pay no attention to the

    
man behind the curtain.

...

```

## Implémentations
Des bibliothèques pour YAML existent pour différents langages.
ActionScript :
- as3yaml Portage de jvyaml pour Actionscript 3

C :
- LibYAML
- SYCK

C++ :
- surcouche C++ de LibYAML
- bibliothèque C++ native yaml-cpp

Crystal
- module YAML inclus dans la bibliothèque standard Crystal

D :
- D:YAML

Erlang :
- yamler basé sur LibYAML

Go :
- goyaml basé sur LibYAML mais réécrit entièrement en Go

Haskell :
- YamlReference implémentation de la syntaxe YAML et utilitaires
- yaml encapsulation de LibYAML
- HsSyck interface de SYCK
- json2yaml conversion

Java :
- Jackson[5]
- jvyaml basé sur Syck API, et inspiré RbYAML
- SnakeYAML, gère le YAML 1.1[6]

JavaScript :
- JS-YAML, réecriture native de PyYAML. Le parseur YAML 1.1+ le plus complet en JS
- CommonJS js-yaml, sous-ensemble réduit de YAML
- javascript-yaml-parser
- jsyaml, code on stackoverflow

Lua :
- Lua-Syck
- yaml, encapsulation de LibYAML

.NET Framework :
- Yaml Library for .NET (C#)
- YAML Parser in C#, implémentation presque complète de YAML. Écrit en C#.
- YAML for .NET, Visual Studio and Powershell

OCaml :
- OCaml-Syck

Objective-C :
- YAML.framework, basé sur LibYAML.
- syck/ext/cocoa

Perl :
- YAML, interface vers plusieurs parseurs YAML.
- YAML::Tiny, implémente un sous-ensemble utilisable de YAML ; petit, en  Perl pur, et plus rapide que l'implémentation complète
- YAML::Syck, encapsulation de la bibliothèque C SYCK, complète et rapide
- YAML::XS, encapsulation de LibYaml. Meilleure compatibilité YAML 1.1
- YAML::Any, détecte la meilleure implémentation YAML et l'encapsule avec l'API standard YAML

PHP :
- Spyc, implémentation en pur PHP
- PHP-Syck, encapsulation de la bibliothèque SYCK
- Symfony YAML Component, issu du framework Symfony
- PECL Yaml, encapsulation de la bibliothèque LibYAML

Python :
- PyYaml, très complète. Python natif ou au choix utilise LibYAML.
- PySyck, encapsulation de la bibliothèque SYCK.

Ruby :
- YAML fait partie de la bibliothèque standard (gem Psych[7], encapsulant LibYAML)

R :
- yaml, package encapsulant la bibliothèque LibYAML

Rust :
- yaml-rust, Implémentation de YAML 1.2 en pur Rust

Scala :
- scala-yaml

Tcl :
- Disponible en Tcl 8.4

XML :
- YAXML, non finalisé